# KDevelop
KDevelop – zintegrowane środowisko programistyczne przeznaczone dla środowiska KDE.
KDevelop obsługuje C i C++, a także inne języki programowania takie jak Ada, Bash, Fortran, Java, Pascal, Perl, Python, PHP, Ruby i SQL.

## Podstawowe funkcje
KDevelop używa wbudowanego edytora tekstu za pośrednictwem technologii komponentów KParts. Domyślnie jest to Kate (KDE Advanced Text Editor). Lista poniżej dotyczy funkcji samego KDevelopu. Możliwości domyślnego edytora Kate opisuje poświęcony mu artykuł.
- Zarządzanie projektami różnych typów włączając te bazujące na narzędziach Autotools, qmake, CMake oraz Ant.
- Przeglądarka klas.
- Obsługa kompilatorów z zestawu GNU Compiler Collection.
- Obsługa debugera GNU Debugger.
- Kreatory pomagające tworzyć szkielety programów i definicje klas.
- Projektant GUI.
- Automatyczne uzupełnianie kodu (C/C++).
- Wbudowana obsługa Doxygen.
- Obsługa systemów kontroli wersji: Subversion, CVS, ClearCase i Perforce.
- Przeglądarka dokumentacji obsługująca wiele formatów.
- Integracja z Valgrindem, narzędziem pozwalającym na m.in. wykrywanie wycieków pamięci i profilowanie programu.

## Budowa
KDevelop jest zbudowany w oparciu o wtyczki. Pozwala to modyfikować niektóre moduły bez konieczności kompilowania całego programu. KDevelop jako jedyny IDE nie zawiera edytora tekstu, ponieważ używa go jako wtyczki. Używanie wtyczek zapewnia uniwersalność zarówno w językach programowania jak i używaniu bibliotek.
KDevelop obsługuje biblioteki środowisk graficznych, takich jak KDE, GNOME, Qt, GTK+, wxWidgets.